# Бодричи (племя)

Племя на карте

Бодричи, ререги — одно из племён полабских славян, которые с VI века расселились к востоку от нижней Эльбы между заливом Висмара и озером Шверинер-Зе. Предположительно, происходит из Нижней Силезии. Их главными крепостями были Махелен и Шверин, расположенные на территории Мекленбурга. Они были главной составляющей так называемого союза ободритов. Племя лишилось независимости после смерти князя Никлота от рук саксонского герцога Генриха Льва. В их землях в XIII веке возникло немецкое герцогство Мекленбург.
Название племени в первоисточниках - ободриты. Слово «бодричи» - это реконструкция известного слависта Шафарика. У Л. Нидерле («Славянские древности») это племя также именуются «ободричами».